# Bzowo Goraj
Bzowo Goraj – stacja kolejowa w Goraju, w województwie wielkopolskim. W 1897 roku została otwarta linia kolejowa do Czarnkowa. W 1991 roku na tym odcinku został zawieszony ruch pasażerski. Stacja obsługuje obecnie składy towarowe, m.in. pociągi z węglem do zakładu STEICO w Czarnkowie.